# Pavlivka, Starîi Sambir
Pavlivka (în ucraineană Павлівка) este un sat în comuna Ceapli din raionul Starîi Sambir, regiunea Liov, Ucraina.

## Demografie
Componența lingvistică a localității Pavlivka
     Ucraineană (100%)
Conform recensământului din 2001, toată populația localității Pavlivka era vorbitoare de ucraineană (100%).